# Одуха Антон Захарович

Погруддя Антона Одухи у місті Славуті на Хмельниччині, 2010 (демонтовано)

Анто́н Заха́рович Оду́ха (12 лютого (25 лютого) 1910, село Янушівці, нині Іванівка Шепетівського району Хмельницької області — 15 травня 1967, Львів) — співробітник радянських органів державної безпеки, член розстрільної команди НКВС (Тула, 1930-ті), учасник радянського підпілля та партизанського руху на території України під час Німецько-радянської війни. Причетний до чисельних воєнних злочинів проти цивільного населення і заручників. Герой Радянського Союзу (від 7 серпня 1944 року).

## Біографія

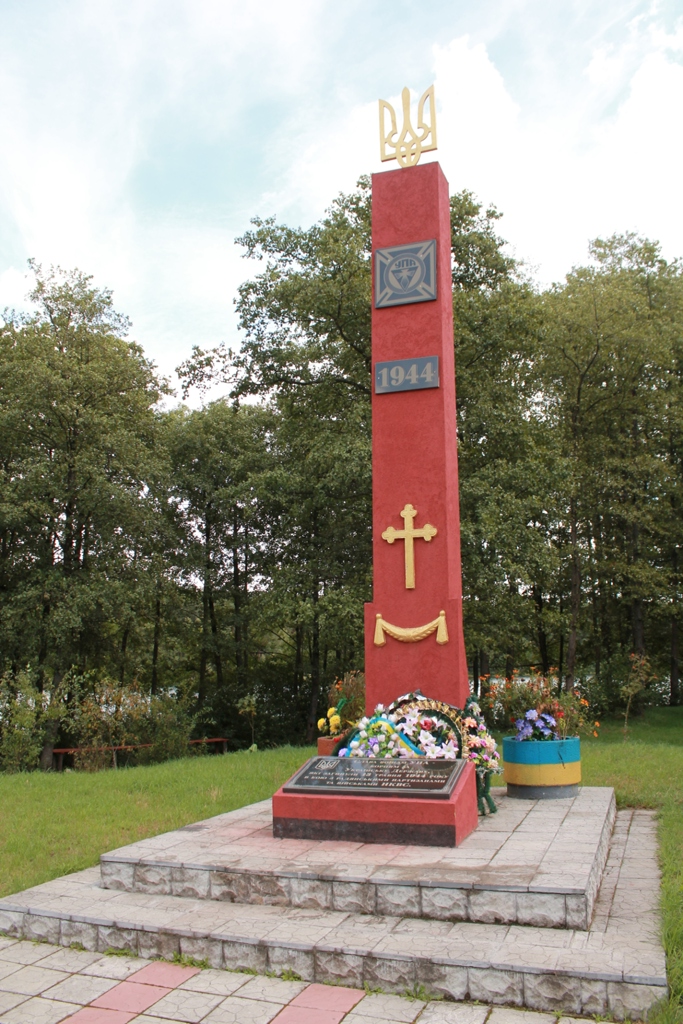
Меморіал загиблим воякам УПА від рук загону Одухи у с. Стригани

Народився в багатодітній родині. 1932 року закінчив Шепетівський технікум механізації та електрифікації сільського господарства. Від жовтня 1932 року до березень 1934 року служив у військах НКВС в місті Тула, член розстрільної команди. Був направлений в однорічну школу молодших командирів військ НКВС, але школи не закінчив, був заарештований. Після звільнення з-під арешту Одуха працював електриком у Харкові, а потім — на будівництві військового містечка в місті Славуті. Від вересня 1936 року Одуха — вчитель початкової школи у селі Улашанівка, а згодом — завідувач Стриганської початкової школи. На цій посаді працював в роки окупації до переходу на нелегальне становище.
Від листопада 1942 року — командир загону імені Михайлова, перетвореного у вересні 1943 року на партизанське з'єднання, що діяло до травня 1944 року на території Кам'янець-Подільської, Волинської, Рівненської та Тернопільської областей.
13 травня 1944 року в бою під селом Стригани загоном під керівництвом Одухи було вбито близько 155 новобранців УПА, більшість з яких не були озброєні. Також за словами очевидців, загін одухівців не раз забирав у селян харчі та одяг і навіть убивали мирних жителів. Наприклад, у тих же Стриганах та Крупці вони вбили сім'ю Мельників із семи чоловік. Тільки у с. Крупець Славутського району загоном було вбито 23 мирних жителі різного віку.
Від 1945 по 1946 рік — заступник голови виконавчого комітету Кам'янець-Подільської обласної ради депутатів трудящих. З грудня 1946 року — слухач партійної школи при ЦК КП(б)У в місті Києві.
Потім перебував на радянській роботі. Від 1956 року — персональний пенсіонер.
Нагороджений орденами Леніна, Червоного Прапора, Богдана Хмельницького першого ступеня, медалями.

## Пам'ять
- Погруддя у м. Славуті поблизу Алеї пам'ятників партизанам (біля краєзнавчого музею);
- Могила у м. Славуті з надгробним каменем (вул. Соборності, 29);
- Його іменем названа філія школи у селі Іванівка Славутського району.

### Колишні
- 2019 року у Хмельницькому вулицю Одухи в рамках декомунізації перейменували на вулицю Івана Піддубного[4].
- 2021 року у м. Славуті вулицю Антона Одухи було перейменовано в рамках декомунізації на вулицю Леоніда Лавренюка[5].
- 3 лютого 2022 року у місті Славуті було демонтоване одне з погрудь Антона Одухи.
- У лютому 2022 року вулицю Одухи у селі Ганнопіль перейменували на Шкільну.
- Перейменовано на вулицю Вишневу у селі Ташки Шепетівського району;
- Перейменовано на вулицю Миру у селі Іванівка Славутського району;
- Перейменовано на вулицю Озерна у селі Комарівка Шепетівського району;
- Перейменовано на вулицю Миру у селі Стригани.
- Перейменовано на вулицю Незалежності у селі Волиця.
- 23 лютого 2023 року у місті Шепетівці вулицю Одухи перейменовано на вулицю Транспортну (разом з провулком)[6].
- 17 квітня 2025 року у м. Славуті демонтовано друге погруддя Антона Одухи[7].